# Pair et Impair
Pour plus de détails, voir Fiche technique et Distribution.
Pair et Impair (Pari e dispari) est un film italien comique réalisé par Sergio Corbucci, sorti en 1978.

## Synopsis
Johnny (Terence Hill), officier d'élite de la marine, se voit confier une mission de la plus haute importance : démanteler un gang de bookmakers. Pour réussir dans cette aventure périlleuse, il fait appel à son demi-frère Charlie (Bud Spencer), conducteur de camions et ancien croupier pour le compte du « Grec » Paragoulis.
Ensemble, sous la direction de leur père (faux aveugle), ils vont jouer à tous les jeux d'argent, participant tour à tour au tiercé, poker, etc.

## Fiche technique
- Titre : Pair et impair
- Titre original : Pari e dispari
- Titre américain : Odds and Evens
- Réalisation : Sergio Corbucci
- Scénario : Bruno Corbucci et Mario Amendola
- Musique : Guido et Maurizio de Angelis
- Production : Vittorio Galiano
- Directeur de la photographie : Luigi Kuveiller
- Costumes : Franco Carretti
- Montage : Eugenio Alabiso et Amedeo Salfa
- Sortie : 1978
- Pays :  Italie et  États-Unis
- Genre : Action, comédie
- Couleur : couleur - 1,78:1 - Mono - 35 mm
- Durée : 110 minutes

## Distribution
- Terence Hill (VF : Jacques Thébault) : Johnny Firpo, lieutenant dans la Marine
- Bud Spencer (VF : Claude Bertrand) : Charlie Firpo, camionneur
- Marisa Laurito (VF : Sylviane Margollé) : Sœur Susanna, religieuse quêteuse
- Luciano Catenacci (VF : Bernard Bopa) : Paragoulis le « Grec », malfrat
- Kim McKay (VF : Dominique Page) : Bambolotta, jolie blonde
- Sal Borgese (VF : Gérard Hernandez) : Nymfus, second de Paragoulis
- Jerry Lester (VF : Henri Labussière) : Mike Firpo, père de Johnny et Charlie
- Woody Woodbury (VF : Jean Berger) : amiral O'Connor, supérieur de Johnny
- Carlo Reali : officier de marine
- Riccardo Pizzuti : Mancino, homme de main de Paragoulis
- Giancarlo Bastianoni : Verdone
- Enzo Maggio : Tappo
- Giovanni Cianfriglia : gangster à la course de stopcar
- Claudio Ruffini : Pinky
- Sergio Smacchi : Smilzo

## Commentaires
Encore une collaboration avec l'équipe de Ricardo Pizzuti acteur et cascadeur.
La chanson du film Brotherly Love est une composition signée Cesare de Natale et Guido & Maurizio de Angelis, et interprétée par Gulliver (Santino Scarpa).
Sous le numéro 3 , Charlie Firpo (Bud Spencer) remplace le personnage Ramon Serrano, compétiteur usé, pour jouer avec un très grand engagement sportif  et donc triomphalement à la pelote basque afin de gagner un pari d'argent sur le sport contre Paragoulis

## Autour du film
- Pair et impair est le deuxième film du duo Spencer-Hill dont l'action se déroule à Miami après Deux super-flics, sorti un an plus tôt.
- Dans la scène où Johnny reçoit son ordre de mission, son supérieur lui montre une photo de Charlie Firpo sans la barbe. Il s'agit en fait d'une photographie de Bud Spencer quand celui-ci avait entre 35 et 40 ans.
- Dans la dernière séquence de baston à bord du bateau de Paragoulis, Bud Spencer a accidentellement cassé deux côtes au cascadeur Riccardo Pizzuti. Terence Hill, quant à lui, lui a cassé deux molaires.

## Erreurs[1]
- En voulant fuir le petit restaurant, les hommes du grec percutent une cabine téléphonique avec leur voiture, la poussant simplement en diagonale-arrière. Plus tard, quand Bud Spencer regagne son camion, la cabine est à terre.
- Au moment où Terence Hill sympathise avec les dauphins chargés dans le camion de Bud Spencer, on remarque que les manches de sa chemise sont sèches et un peu remontées sur les gros plans mais qu'elles sont mouillées et rabaissées au niveau de ses poignets sur les plans larges.
- Lors de la grande bagarre finale, Bud Spencer assomme un des hommes de Paragoulis (un grand mince avec des cheveux bruns et un smoking sans veste), celui-ci s'allongeant sur la table de billard. Peu après, on revoit ce même homme s'attaquer à Terence Hill alors que, au changement de plan, il apparaît de nouveau sans connaissance sur la table de billard.

## Distinctions
- 1979 : vainqueur du Golden Screen (Allemagne)